# 隕石學會
隕石學會（英語：Meteoritical Society）是一個成立於1933年的美國非盈利组织，旨在以研究隕石和其他地球外物質為重心以進一步了解太陽系的形成與演化的行星科學研究與教育。

## 成員
该协会的成员目前包括来自52个国家的1000多名科学家和业余爱好者，他们对广泛的行星科学主题感兴趣。成员的兴趣包括陨石、宇宙尘埃、小行星和彗星、自然卫星、行星、撞击事件和太阳系的起源。

## 活动范围
陨石协会是在其陨石公报（Meteoritical Bulletin）中记录所有已知陨石的组织。该协会还出版了世界领先的行星科学期刊《陨星学与行星科学》，并与著名期刊《地球化学与宇宙化学学报》的地球化学学会共同主办。
该协会每年颁发或协办七个奖项:
- 伦纳德奖章（英语：Leonard Medal）（1966年颁布）

为纪念该协会首任主席弗雷德里克·查尔斯·伦纳德(英語：Frederick C. Leonard)而颁发的，表彰他在流星科学和相关领域的杰出贡献。
- 巴林杰奖章（英语：Barringer Medal）（1984年颁布）

该奖项是为了纪念由巴林杰陨石坑而闻名的老莫罗·巴林杰和他的儿子小莫罗·巴林杰，并由巴林杰陨石坑公司共同赞助的而设立的。表彰在陨石坑领域的杰出工作和/或对陨石撞击现象有更好理解的人。
- 尼尔奖（英语：Nier Prize）（1996年颁布）

它是纪念已故物理学家和地球化学家阿尔弗雷德·奥·卡·尼尔成立的奖项，表彰年轻(35岁以下)时在流星和相关领域的杰出研究的科学家。
- 保罗·佩拉斯-格雷厄姆·赖德奖（英语：Paul Pellas-Graham Ryder Award）（2000年颁布）

由美国地质学会行星地质学分会联合主办， 颁发给在同行评议的科学期刊上发表了一篇行星科学论文的第一作者的本科生和研究生。该奖旨在纪念流星学家保罗·佩拉斯和月球科学家格雷厄姆·赖德。
- 陨石学会服务奖（英语：Meteoritical Society's Service Award）（2006年颁布）

是为了奖励那些通过进行科学研究以外的方式来促进流星学和行星科学的研究和教育的会员。

## 外部連結
- Meteoritical Society website （页面存档备份，存于）
- Meteoritics & Planetary Science website （页面存档备份，存于）
- Geochimica et Cosmochimica Acta （页面存档备份，存于）
- Meteoritical Bulletin
- Meteoritical Bulletin Database （页面存档备份，存于）
- Award Winners of the Meteoritical Society
- History of the Meteoritical Society: 1933 to 1993, by Ursula B. Marvin （页面存档备份，存于）
- The British and Irish Meteorite Society （页面存档备份，存于）